# Tinh thần tự lực
Tinh thần tự lực (tiếng Anh: Self-Help; with Illustrations of Character and Conduct) là cuốn sách do Samuel Smiles xuất bản vào năm 1859. Ấn bản thứ hai của cuốn sách vào năm 1866 đã bổ sung thêm Perseverance vào phụ đề. Tác phẩm được mệnh danh là "kinh thánh của chủ nghĩa tự do giữa thời Victoria".

## Nội dung
Smiles không quá thành công trong sự nghiệp bác sĩ và nhà báo. Ông tham gia một số liên doanh hợp tác, nhưng họ lụn bại vì thiếu vốn. Vỡ mộng, ông quay lưng lại với chủ nghĩa không tưởng của tầng lớp trung lưu, rồi cuối cùng tìm thấy nơi nương náu trí tuệ và danh tiếng quốc gia trong sự cô lập của tự lực. Ông đề cao những đức tính tự lực, cần cù và kiên trì. Tuy nhiên, ông bác bỏ việc áp dụng laissez-faire vào các lĩnh vực quan trọng như y tế công cộng và giáo dục. Theo nhận định của nhà sử học Asa Briggs:
Tự lực là một trong những đức tính được yêu thích giữa thời Victoria. Dựa vào bản thân được ưu tiên hơn về mặt đạo đức—và kinh tế—thay vì phụ thuộc vào người khác. Đó là một biểu hiện của tính cách ngay cả khi nó không tồn tại lâu dài... Người ta nhận định rằng sự phát triển tiến bộ của xã hội sau cùng không phụ thuộc vào hành động tập thể hay luật pháp của quốc hội mà phụ thuộc vào sự phổ biến của rèn luyện tự lực.
Smiles xây dựng lập luận của mình bằng cách sử dụng ba khái niệm từ thời kỳ Khai sáng ở thế kỷ 18. Khái niệm về môi trường quyết định luận làm nảy sinh thành phần "thụ động" trong suy nghĩ của ông. Điều đó cho phép ông tranh luận về việc loại bỏ (bằng sự can thiệp của chính phủ) những trở ngại lớn ngăn cản sự phát triển toàn diện của cá nhân. Đề tài thứ hai là trí tuệ của một người sẽ trưởng thành sau cùng. Từ đấy ông đề cao vai trò “chủ động”, đề cao tự giáo dục và tự lực. Cuối cùng, ông cho rằng có tồn tại một loại trật tự tự nhiên có lợi.

### Nội dung ấn bản thứ hai
1. Lời nói đầu
2. Giới thiệu ấn bản thứ nhất
3. Nội dung mô tả

## Đón nhận

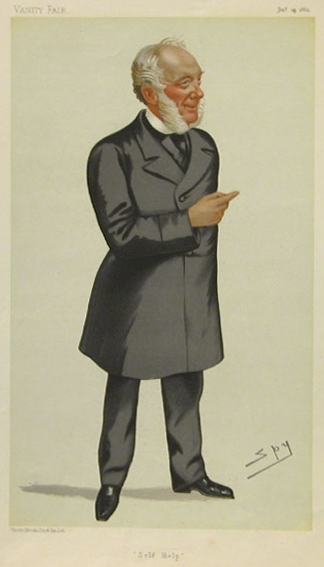
Bức hình vẽ Samuel Smiles của "Spy" trong tạp chí Vanity Fair vào năm 1882.

Tinh thần tự lực đã bán được 20.000 bản trong vòng một năm sau khi xuất bản. Vào thời điểm Smiles qua đời vào năm 1904, cuốn đã tiêu thụ hơn một phần tư triệu bản. Tinh thần tự lực "đã nâng [Smiles] lên vị thế người nổi tiếng: gần như chỉ sau một đêm, ông đã trở thành một chuyên gia hàng đầu và bậc thầy được nhiều người tư vấn". Cuốn sách đã được dịch và xuất bản bằng tiếng Hà Lan, tiếng Pháp, tiếng Đan Mạch, tiếng Đức, tiếng Ý, tiếng Nga, tiếng Nhật, tiếng Ả Rập, tiếng Thổ Nhĩ Kỳ, tiếng Việt và một số ngôn ngữ của Ấn Độ. Trong lời tựa cho cuốn sách Duty vào năm 1880, Smiles đã viết về Tinh thần tự lực, "Ở Mỹ, cuốn sách đã được xuất bản và đón đọc đông đảo hơn ở Anh".
Ba cuốn tiểu thuyết giáo huấn dành cho thanh thiếu niên do tác giả người Anh G. A. Henty xuất bản vào thập niên 1880 cho thấy ảnh hưởng của Smiles. Mỗi cuốn là một phép giải thích về triết lý tự lực như Smiles đã trình bày.
Khi một du khách người Anh đến cung điện của Khedive ở Ai Cập và hỏi nguồn gốc của những khẩu hiệu trên tường của cung điện, anh ta đã nhận được câu trả lời: "Chúng chủ yếu đến từ Smeelis, bạn nên biết Smeelis! Chúng là từ Tinh thần tự lực của ông ấy; chúng hay hơn nhiều so với các văn bản từ kinh Koran!"
Robert Tressell, một người theo chủ nghĩa xã hội, trong cuốn tiểu thuyết The Ragged Troused Philanthropists cho biết Tinh thần tự lực là một cuốn sách "thích hợp cho những độc giả gần như bị mất hết chức năng tinh thần".
Người sáng lập Toyota, ông Toyoda Sakichi đã chịu ảnh hưởng đáng kể bởi việc đọc cuốn Tinh thần tự lực của Smiles. Một bản sao của Tinh thần tự lực nằm dưới một hộp kính tại bảo tàng tại nơi sinh của ông.
Nhà hoạt động chủ nghĩa xã hội Robert Blatchford chia sẻ đây là "một trong những cuốn sách thú vị và tiếp thêm sinh lực mà tôi rất may mắn được tiếp xúc" và cho rằng nó nên được dạy ở trường học. Tuy nhiên, ông cũng lưu ý rằng những người theo chủ nghĩa xã hội sẽ không cảm thấy thoải mái với chủ nghĩa cá nhân của Smiles nhưng cũng lưu ý rằng Smiles đã tố cáo "sự tôn thờ quyền lực, giàu có, thành công và giữ sĩ diện". :68–9 Một nhà lãnh đạo lao động đã khuyên Blatchford tránh xa nó: "Đó là một cuốn sách tàn bạo; nó nên bị đốt cháy bởi kẻ treo cổ thông thường. Smiles là người Philistine tinh hoa, và cuốn sách của ông ta sùng bái sự tôn trọng, tính tự phụ và ích kỷ". Tuy nhiên, Jonathan Rose luận định rằng hầu hết các nhà lãnh đạo lao động trước năm 1914 bình luận về Tinh thần tự lực đều ca ngợi nó và mãi đến sau Thế chiến thứ nhất, những lời chỉ trích Smiles trong hồi ký của công nhân mới xuất hiện. Các nghị sĩ Công Đảng William Johnson và Thomas Summerbell ngưỡng mộ tác phẩm của Smiles và lãnh đạo thợ mỏ cộng sản A. J. Cok "khởi nghiệp với Tinh thần tự lực". Alexander Tyrell (1970) nhận định rằng có nhiều hệ thống giá trị trong tầng lớp trung lưu, và phương pháp Smiles là một trong số đó.